# Uí Garrchon
Le Uí Garrchon est le  principal sub-sept du Dál Messin Corb, qui est la dynastie régnante du Leinster, Irlande pendant une partie du Ve siècle. Leurs principaux opposants dans le Leinster furent la puissance naissante des 
Uí Néill.

## Histoire
Le Uí Garrchon est le principal sept du Dál Messin Corb qui sera plus tard représenté par le Ua  Feghaile (O' Farrel ou O'Farrelly) du comté de Wicklow. Le Livre de Leinster mentionne Uí Saráin du Uí Meisincorp et  Uí Briain Deilgine du Uí Garrchon alors que le Livre de Lecan mentionne Uí Saráin Chimbeada du Uí Garrchon et Uí Cholmain Fordobuil du Uí Garrchon. Leurs rois connus sont::
- Driccriu
- Cilline mac Rónain
- Marcán mac Cilline
- Findchad mac Garrchon, tué en  485
- Fróech mac Finchada, tué en 495

## Généalogie
La généalogie du Uí Garrchon se trouve dans le manuscrit de Rawlinson.
Domnall m. Fergail m. Flaithia m. Máel Kalland m. Gormáin m. Fáebuirdatha m. Dungaili m. Cethernaig m. Fáeburdatha m. Dungaile m. Cethernaig m. Fáebuirdatha m. Marcáin m Cilline m. Ronáin m. Sinill m. Conaill m.Con Chongalt m. Finnchada m. Garrchon m. Fothaid m. n-Echach Lámdeirg m. Mesin Corb mc Con Corbb.

## Voir également
- Uí Eneschglaiss

## Sources
- (en) Francis John Byrne,  Irish Kings and High-Kings Batsford, London, 1973.  (ISBN 0-7134-5882-8)
- (en) Ireland, 400-800, pp. 188,par Dáibhí Ó Cróinín A New History of Ireland, Vol.I,  (ISBN 0-19-821737-4) (edited Ó Cróinín).
- (en) Carbury, Co. Kildare - topographical and onomastic hypotheses, Caitriona Devane, in Above and beyond:Essays in memory of Leo Swan, pp.187-122, edité par Tom Condit et Christiaan Corlett, Wordwell, 2005.  (ISBN 1-869857-86-0).